# Højrup Sogn
Højrup Sogn ist eine dänische Kirchspielgemeinde (dän.: Sogn) in Nordschleswig. Bis 1970 gehörte sie zur Harde Hividing Herred im damaligen Tønder Amt, danach zur Gram Kommune im damaligen Sønderjyllands Amt, die im Zuge der Kommunalreform zum 1. Januar 2007 in der „neuen“  Haderslev Kommune in der Region Syddanmark aufgegangen ist.
Die Gemeinde hatte am 1. Januar 2023 765 Einwohner. Ein unbewohnter Teil des Gemeindegebietes liegt in der Tønder Kommune.